# Karibi spanyol nyelvjárás
Az antillai vagy karibi spanyol nyelvjárás (spanyolul español caribeño vagy antillano) a Karib-térség három legnagyobb, spanyol nyelvű szigetországában – Kubában, Puerto Ricóban és a Dominikai Köztársaságban –, valamint Panamában, Kolumbia Karib-tenger felőli és Venezuela legnagyobb részén használt kasztíliai spanyol nyelvváltozatok összessége, és tágabb értelemben idesorolható a Kanári-szigetek spanyol nyelvhasználata is. Az első spanyol hódítók a spanyolországi Andalúzia területéről érkeztek a térségbe a Kanári-szigeteken keresztül, ezért az ott kialakult nyelvváltozatoknak is a régi andalúz nyelvjárás adta az alapját. Az itt ismertetett nyelvjárási vonások közül természetesen nem mindegyik általánosítható a tárgyalt nyelvterület egészére; egyesek ugyanakkor a spanyol nyelvterület jóval nagyobb részét is érinthetik.

## Hangtani jellemzők
A karibi spanyol nyelvjárásban természetesen megtalálhatóak azok a jellegzetességek, amelyek általában jellemzik az amerikai spanyol nyelvjárásokat. Ilyenek mindenekelőtt az s és a z, illetve e, i előtte a c hang azonos, magyar sz-nek megfelelő ejtése (seseo), valamint az ll és az y nem megkülönböztető ejtése az utóbbi javára (yeísmo). A térség legfontosabb hangtani jellemzői között ezen felül az alábbiak szerepelnek:
- A magánhangzók nazalizált (orrhangú) ejtésének tendenciája minden helyzetben: San Juan [sãŋˈhwã(ŋ)], salíamos [sãˈlĩãmõ], pelón [peˈlõ(ŋ)].
- A /p, t, k/ mássalhangzók zöngésülése Kuba nyugati és középső részén: campana [kãmˈbãnã], pata [ˈpada].
- Az f- bilabiális ejtése: fuerza [ˈɸwersa].
- A latin f-ből származó h- ejtése néhány szóban (Kanári-szigetek, Puerto Rico): harto [ˈharto].
- Az /x/ hang gyenge [h]-ként történő ejtése: gente [ˈhẽnte].
- A szó- és szótagvégi /-s/ elnémulása vagy gyenge hehezetté alakulása: los perros [lo ˈperro]; a dominikai népies nyelvben magánhangzók között is: la semana pasada [la heˈmana paˈhaða].
- A szó- és szótagvégi /-r/ helyett [l] hangot ejtenek, amely bizonyos területeken [j] félhangzóvá alakul: verdad [ˈbelˈda] vagy (Dominikában) [bejˈda], amor [aˈmol].
- A hosszú [r] hang kiejtése Puerto Rico egyes területein a francia „raccsoló” r-hez hasonló: rumbo [ˈʀumbo].
- A szóvégi -n veláris (nyelvháttal történő) ejtése (mint a magyar harang szóban): en aguas [ẽŋˈagwas].

Ezek a tulajdonságok természetesen nem általánosíthatóak mindhárom országra és minden területre; s mint minden nyelvjárási sajátosság, a művelt nyelvhasználattal szemben csak a népies nyelvre jellemzőek.

## Nyelvtani sajátosságok
A nyelvjárás főbb nyelvtani jellemzői a következők:
- Gyakoribb a birtokos névmás főnév utáni használata, mint a főnév előtti birtokos melléknévé: El deporte mío favorito es nadar ’a kedvenc sportom az úszás’; Salimos con el amigo mío ’Elmegyünk szórakozni a barátommal’. Szintén gyakori a birtokos névmások helyett analitikus szerkezet (elöljárószó + személyes névmás alanyesete) használata: la familia de nosotros ’a mi családunk’ (a nuestra familia helyett).
- Ezzel szemben az összetett elöljáró-/határozószók esetében a de szócska helyett a birtokos névmást használják: detrás mío ’mögöttem’ (a detrás de mí helyett), delante suyo ’előtte’ (a delante de él/ella helyett).
- Megszólításban gyakori a birtokos melléknév összevonása a főnévvel: m’hijo vagy mijo ’fiam!’.
- Általános az alanyesetű személyes névmás használata – közvetlenül az ige előtt – olyan esetekben is, amikor nem lenne kötelező, különösképpen a főnévi igeneves szerkezetekben: al (yo) venir; para (ella) saberlo vagy pl. ¿qué (tú) dices?. A nyelvészek ezt az angol nyelv hatásával magyarázzák.
- A pleonasztikus részes esetű személyes névmást egyes számban használják akkor is, amikor több személyre/dologra utal: le dije a mis amigos ’mondtam a barátaimnak’ (a les dije helyett); a tárgyesetű személyes névmással kombinálva viszont a többes számú részest a tárgyesetű névmáson jelölik: le dije a mis amigos → se los dije (a se lo dije helyett). Ez általánosan jellemző az amerikai spanyol nyelvjárásokra.
- A kicsinyítő képzők közül Puerto Ricó-ban mindig az -ito, -ita használatos, Kubában és a Dominikai Köztársaságban ezzel szemben az -ico, -ica alakokat használják, ha az utolsó szótag t-vel kezdődik: carta → cartica ’kis levél’, gato → gatico ’kismacska’.
- Az igeragozásban jellemző a jövő idő körülírásos kifejezésének gyakorisága a szintetikus igealakkal szemben: voy a ir (az iré helyett). A múlt idő kifejezésénél ez fordítva történik, ahol az egyszerű befejezett múltat (pretérito perfecto simple) használják általánosan (salió), akkor is, amikor a spanyolországi nyelvben az összetett befejezett (vagy közel-) múltat (pretérito perfecto compuesto) használnák (ha salido).
- Az angol hatására terjedőben van az egyszerű jelen idő helyett az estar + gerundium használata, sokszor szenvedő szerkezetben is: está saliendo (a sale helyett), illetve está siendo buscado (a se busca helyett).
- Az egyszerű befejezett múlt egyes szám második személyű alakja a népies nyelvben cantastes, vinistes stb. (a cantaste, viniste helyett). A többes szám harmadik személyű felszólító módú igealak simuló névmással történő használatakor a népies nyelvben az ige -n személyragja a szó végére kerül: siéntesen, demen, cállesen stb. (a siéntense, denme, cállense helyett).
- A szóvégi -s kiesése miatt a népies nyelvben előfordul -se(s) reduplikált többes számú alak is, így pl. az irodalmi spanyol muchachas kiejtése (> *mucháchases >) mucháchase lesz.

## Szókincs
A szókincs összetételét három alapvető rétegre lehet bontani: a honi szókincs (léxico patrimonial), amely egyúttal a szóképzés legfontosabb forrása az új dolgok kifejezésére; az őslakosoktól átvett szavak (léxico autóctono), pl. barbacoa ’grillsütő’, caimán ’kajmán’, hamaca ’napozóágy, függőágy’, maíz ’kukorica’, sabana ’szavanna’ (amely nem keverendő a latin eredetű sábana ’lepedő’ szóval); valamint a harmadik réteg, melyet az Afrikából érkezett rabszolgák nyelveiből származó jövevényszavak alkotnak, azonban ez utóbbi szavak használata erősen visszaszorulóban van.

## Lásd még
- Spanyol nyelvjárások
- Andalúz nyelvjárás
- A spanyol nyelv története

## Külső hivatkozások
- Nyelvjárási példa egy Santiago de Cuba-i férfi beszélőtől (idézet A kis herceg című regényből)
- Academia Dominicana de la Lengua (Dominikai Nyelvi Akadémia)
- Academia Puertorriqueña de la Lengua Española (Puerto Ricó-i Spanyol Nyelvi Akadémia)
- Asociación de Academias de la Lengua Española (Spanyol Nyelvi Akadémiák Egyesülete)
- Jergas de habla hispana – online spanyol nyelvjárási és szlengszótár